# Ruan Lingyu
Ruan Lingyu (xinès simplificat: 阮玲玉, pinyin: Ruǎn Língyù; Xangai, 26 d'abril de 1910 - Xangai, 8 de març de 1935) fou una actriu xinesa, figura cabdal del cinema mut xinès dels anys 30. S'ha arribat a dir que fou la Greta Garbo xinesa. La seva excepcional capacitat d'actuació i el suïcidi als 24 anys la van portar a convertir-se en una icona del cinema xinès.
Va néixer amb el nom de Ruan Fenggeng (阮凤根) en una família de classe treballadora. El seu pare va morir quan ella tenia cinc anys i la seva mare es va posar a servir.
Als setze anys Ruan Lingyu va fer el seu debut cinematogràfic als estudis Mingxing. A partir del 1930, amb els estudis Lianhua Film, feu una pel·lícula, 故都春梦, coneguda com a Somni primaveral d'una antiga capital o també com a Reminiscències de Pequín, que li va proporcionar l'oportunitat de ser coneguda pel gran públic, però les seves millors pel·lícules són de l'any 1931 i posteriors, amb Amor i deure, realitzada per Bu Wancang, Tres dones modernes, 三个摩登女性 (1932, també de Bu Wancang) i d'altres.
En els pocs anys de carrera i al llarg de 29 pel·lícules, va interpretar molt diferents papers: treballadora de fàbrica, dona rica, prostituta, florista, escriptora, monja o captaire i sovint interpretà també dones que lluitaven per defensar i mantenir l'amor, el treball i la supervivència a la ciutat moderna. La subtilesa de la seva interpretació natural i precisa, elegant i sensible, es manté vigent i continua commovent l'espectador.
Es va relacionar amb Zhang Damin (张达民/張達民), que pertanyia a la rica família per a la qual la mare de Ruan treballava. Se separaren el 1933. Va iniciar una nova relació amb un multimilionari, un ric comerciant del te, Tang Jishan. Als 24 anys, sotmesa a una gran pressió mediàtica, enmig d'un procés de divorci, es va suïcidar prenent barbitúrics. A la desfilada funerària va assistir una munió de gent (uns cinc quilòmetres de llargada); tres dones es van suïcidar. Avui en dia es considera que les seves males relacions amb Tang Jishan van contribuir molt a prendre aquella decisió. El cèlebre escriptor Lu Xun va escriure una denúncia en la premsa arran d'aquests fets.
Maggie Cheung va interpretar el paper de Ruan Lingyu en la pel·lícula Center Stage, de Stanley Kwan.

## Filmografia
- 1927: La parella només de nom (掛名的夫妻, en pinyin: Gua ming de fu qi). En el paper de Shi Miaowen.
- 1927: Yang, concubina imperial de Pequín (北京杨贵妃 Beijing: Yang Guifei), també coneguda com a 楊小真, Yang Xiao Zhen.
- 1927: El bloc de sang i llàgrimes (血淚碑, Xuelei bei).
- 1928: El pont Luoyang (蔡狀元建造洛陽橋) (històric pont prop de Quanzhou).
- 1928: La pagoda del núvol blanc (白云塔, Baiyun da).
- 1929: Advertències per als amants (情欲寶鑑, Qing yu bao jian).
- 1929: Després de ser robat l'orfe (劫后孤鸿, Jie hou gu hong).
- 1929: Flor de la pantalla plegable platejada (銀幕之花, Yinmu zhi Hua).
- 1930: El cor inescrutable d'una dona (妇人心, Furen Xin).
- 1930: Reminiscències [de Pequín] (故都春梦) o Somni primaveral a l'antiga ciutat (古都春夢 Gudu chunmeng).
- 1930: Contracte de suïcidi (自杀合同, Zisha hetong)
- 1930: Flors salvatges [dones de "vida alegre"] (野草閒花, Yecao xianhua).
- 1930: La corona de perles (珍珠冠, Zhenzhu Guan).
- 1930: La muntanya dels nou dragons, 九龙山, 上,下 (Jiu Long Shan I, II). Consta de dues parts: (I: 大破九龙山, Dapo Jiu Long Shan, any 1929 i II: 火烧九龙山, Huoshao Jiu Long Shan).

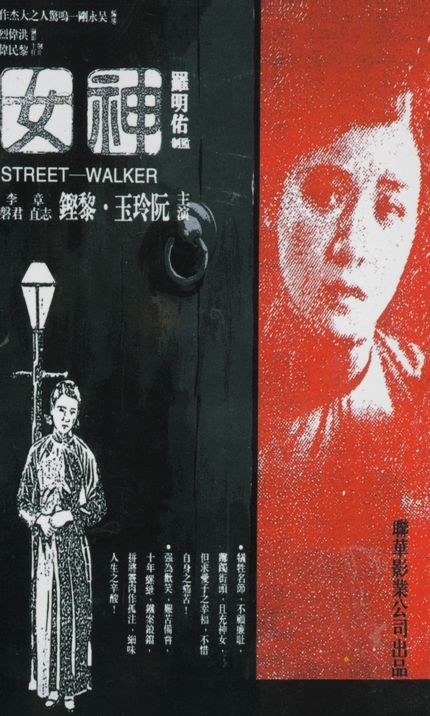
The Goddess (1934) protagonitzada per Ruan Lingyu

- The Goddess (1934) protagonitzada per Ruan Lingyu1931: Amor i deure (恋爱与义务 Lian ai yu yi wu). Es donava per perduda, però a l'Uruguai van trobar-ne una còpia als anys 90.
- 1931: Flors de prunera (一剪梅, Yi jian mei, 1931).
- 1931: La flor del presseguer plora llàgrimes de sang (桃花泣血記, Tao hua qi xue ji).
- 1931: 玉堂春 (Yu tang chun). La història de Sue San; basada en una òpera xinesa.
- 1932: 續故都春夢 (Xu gudu chunmeng). És la seqüela de Somni primaveral a l'antiga capital.
- 1933: Tres dones modernes (三个摩登女性, San ge mo deng nu xing).
- 1933: Nit a la ciutat (城市之夜, Chengshi zhi ye).
- 1933: Petites joguines (小玩義, Xiao Wanyi).
- 1934: Vida (人生, Rensheng).
- 1934: Retorn (歸來, Guilai).
- 1934: Adéu, Xangai! (再會吧，上海, Zaihui ba, Shanghai).
- 1934: Un mar de flors (香雪海, Xiangxue hai).
- 1934: The Goddess (神女, Shennü).
- 1934: Dones noves (新女性, Xin Nu Xing).
- 1935: Tradicions nacionals (國風, Guofeng).[7]